# الک فالز (کانزاس)
الک فالز (به انگلیسی: Elk Falls) شهری در ایالت کانزاس کشور ایالات متحده آمریکا است که جمعیت آن در سرشماری سال ۲۰۱۰ میلادی، ۱۰۷ نفر بوده‌است.